# 江子田
江子田（えこだ）は、千葉県市原市の南総地区にある大字。郵便番号は290-0508。

## 概要
市原市南部にある。

## 地理
北は牛久・安久谷・原田と石川、東は鶴舞、南は下矢田と鶴舞の飛び地、西は中、と接している。

## 世帯数と人口
2022年（令和4年）4月1日現在の世帯数と人口は以下の通りである。
| 町丁字 | 世帯数  | 人口  |
| ------ | ------- | ----- |
| 金沢   | 122世帯 | 248人 |

## 通学区域
市立小学校・市立中学校及び県立高等学校の通学区域は以下の通りである。
| 町丁字 | 区域 | 小学校             | 中学校             | 高等学校 |
| ------ | ---- | ------------------ | ------------------ | -------- |
| 金沢   | 全域 | 市原市立牛久小学校 | 市原市立南総中学校 | 第9学区  |